# Maïsha TV
Maïsha TV est une chaîne de télévision panafricaine créée par Africable. Maïsha TV est la première chaîne panafricaine en Afrique.

## Diffusion
- SFR : canal no582
- Free : canal no447
- numericable : canal no609